# Coro de la Catedral de Berlín

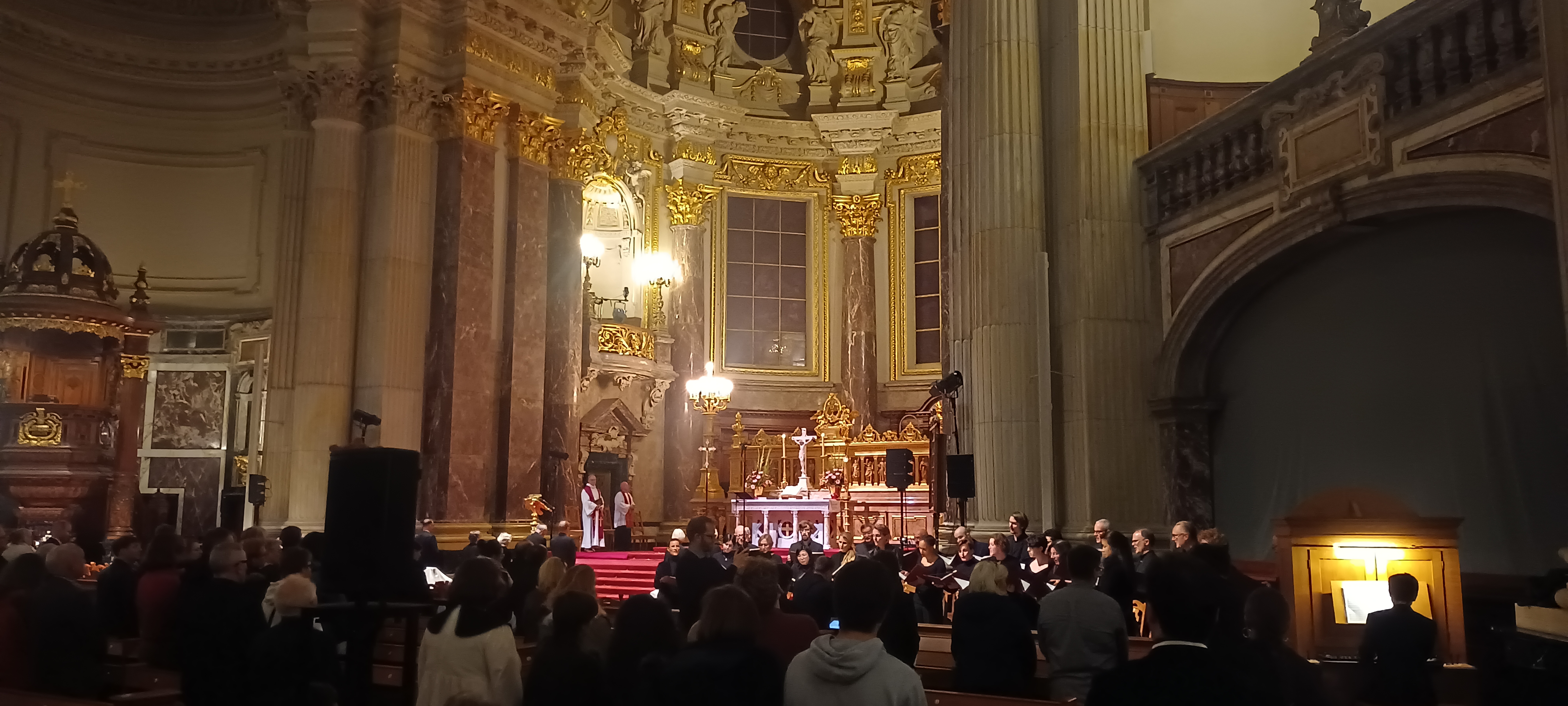
Presentación del Coro de la Catedral de Berlín para el Culto de La Reforma el 31 de octubre de 2024

El Coro de la Catedral de Berlín (en alemán: Berliner Domkantorei) es un coro supracomunitario mixto de la catedral de Berlín, perteneciente a la Iglesia evangélica en Berlín, Brandeburgo y Alta Lusacia silesiana (EKBO). 

## Perfil
El Berliner Domkantorei cuenta con alrededor de 150 cantantes aficionados (amateur) que actúan en diferentes grupos (coro oratorio, coro de cantata, coro a capela, coro de cámara, coralescola para canto gregoriano), entendiéndose como un coro comunitario de iglesia. El coro de la catedral participa periódicamente en los servicios religiosos de la catedral de Berlín. Su repertorio de conciertos incluye obras conocidas de música religiosa protestante, especialmente de autores luteranos, así como piezas sacras y seculares menos conocidas del pasado y contemporáneas. 

## Historia
La fundación del Coro de la Catedral de Berlín estuvo directamente relacionada con la construcción del Muro de Berlín el 13 de agosto de 1961 por parte de la República Democrática Alemana (RDA). El Coro Estatal y de la Catedral (Staats- und Domchor Berlin), fundado en 1465, continuó su trabajo en la parte occidental de la ciudad. El 16 de octubre de 1961 se reunió en el este un grupo de cantantes, muchos de los cuales habían sido separados de sus coros tradicionales tras la división de Berlín en dos partes, quedando la catedral ubicada en Berlín Oriental. El primer ensayo tuvo lugar en una de las salas aún utilizables de la destruida catedral de Berlín y fue dirigido por Herbert Hildebrandt (1935-2019). En ese momento, Hildebrandt todavía era cantor de la Iglesia de la Reconciliación y había asumido temporalmente el cargo de sustituto de la organista de la catedral Ute Fischer, quien vivía en Berlín Occidental.
El coro de la catedral participó desde el principio en los servicios religiosos, primero en la iglesia cripta de la catedral y más tarde en la iglesia bautismal y nupcial. Pero rápidamente se consolidó como coro de concierto. En  la década de 1960, el número de miembros aumentó a unos 60 y luego a más de 100. Mientras la iglesia de los sermones de la catedral estaba en ruinas, los conciertos se celebraban en diferentes iglesias del Berlín Este (entre ellas la Iglesia de San Bartolomeo, la Iglesia de Santa Sofía, la Iglesia de Santa María, la Iglesia de Sión, la Iglesia de Getsemaní, entre otras).
El trabajo del coro de la catedral se vio obstaculizado repetidamente debido a la represión estatal de las autoridades comunistas durante la era de la RDA. En 1967 se prohibió la venta de entradas y la publicidad del coro en cualquier espacio público. El coro, que dependía económicamente únicamente de sus propios ingresos, respondió creando un "círculo de oyentes" que recibía invitaciones de conciertos por correo. En respuesta a la presión estatal, se desarrolló un vínculo particularmente estrecho entre los cantantes, que encontraron un nicho en el coro lejos de la tutela estatal.
A pesar de todos los obstáculos, el coro pronto se convirtió en una parte integral de la música religiosa de Berlín Oriental. Los aspectos más destacados musicales de las primeras décadas incluyeron: el Festival Telemann (1967) organizado por el coro de la catedral, las interpretaciones de la Sinfonía de Salmos de Stravinsky (1969, 1976) o la colaboración con Helmuth Rilling, que dirigió la Misa en si menor de Bach en 1982.
La caída del Muro marcó un punto de inflexión en la historia del coro, que ahora abrió nuevas oportunidades (por ejemplo, para giras de conciertos), pero que también tuvo que reorientarse en el Berlín unificado. Dado que la comunidad catedralicia y la Iglesia Evangélica de Berlín-Brandenburgo inicialmente no estaban dispuestas a aceptar el coro, en 1991 se fundó la asociación "Berliner Domkantorei e.V." V.” fundado. La catedral reconstruida fue inaugurada en 1993. Por primera vez el coro tuvo un lugar de trabajo permanente.
En 2003, el fundador y director del coro, Herbert Hildebrandt, se jubiló. Tobias Brommann asumió como sucesor. Los eventos musicales especiales posteriores a 1989 incluyeron un concierto para conmemorar el pogromo de la Kristallnacht, en el que se interpretó música de sinagoga de compositores berlineses bajo la dirección de Andor Izsák (1998), un concierto para probar las posibilidades acústicas de la catedral, en el que la sala fue lleno de música diferente, con diferentes formaciones y desde diferentes lugares (2001), o la interpretación del War Requiem de Benjamin Britten junto con el Coro Schubert de Hamburgo (2008).
A lo largo de su existencia, el Berliner Domkantorei ha trabajado con varios directores, entre ellos Christoph Albrecht, Georg Christoph Biller, Hartwig Eschenburg, Christian Grube, Heinz Hennig, Kai-Uwe Jirka, Michael Petermann y Helmuth Rilling. En el primer semestre de 2010, Vinzenz Weissenburger dirigió el coro y el 1 de julio de 2022, Adrian Büttemeier asumió el cargo de cantor de la Catedral de Berlín.